# Xenia samoensis
Xenia samoensis is een zachte koraalsoort uit de familie Xeniidae. De koraalsoort komt uit het geslacht Xenia. Xenia samoensis werd voor het eerst wetenschappelijk beschreven door Kölliker. 